# Ukraine Global Scholars
Ukraine Global Scholars Foundation (UGS) — неприбуткова організація, створена з метою допомагати талановитим українським школярам отримувати освіту в найкращих приватних школах та університетах світу, зокрема у США, Канаді, Великобританії, ОАЕ, Катарі тощо.
Ukraine Global Scholars очолюють випускники та студенти, що навчались або в даний час навчаються в кращих університетах світу (Гарвард, Університет Пенсильванії, Єль, Принстон, Массачусетський Технологічний Інститут та багато інших).

## Історія
Ukraine Global Scholars було засновано у 2015 році з місією допомагати здібним молодим українцям отримувати кращу освіту в світі безкоштовно та сприяти розвитку України та світу.
Засновниками програми стали Юлія Лемеш, Михайло Лемеш та Юлія Сичікова. До ініціативи також доєдналися багато випускників USA/USA Program, що з 1992 до 2009 року допомогла близько 60 українцям здобути стипендії від престижних американських освітніх закладів, включаючи Гарвардський університет, Пенсільванський університет, MIT та Стенфордський університет. 
У 2019 році організація збільшила щорічну кількість фіналістів з 25 до 50, а станом на 2023 рік ця цифра складає близько 70. Організація розширює кількість партнерів, зокрема, співпрацює з Американськими радами з міжнародної освіти.
У 2022 році після початку широкомасштабного вторгнення Росії в Україну організація приєдналася до створення ініціативи Ukrainian Global University, що за підтримки українського уряду, громадських організацій та освітніх існтитуцій пропонує українцям спрощений шлях до вступу у західні виші.
Станом на 2023 рік, організація повідомляла про успішний вступ понад 200 фіналістів до шкіл та університетів із загальною сумою стипендій та грантів у понад $50 мільйонів.

## Діяльність організації
UGS допомагає учням 8-11 класів подавати заявки на вступ до приватних шкіл та університетів по всьому світі, щоб збільшити кількість молодих українських лідерів, які позитивно вплинуть на розвиток України та світу. Обов'язковою умовою участі у програмі є зобов'язання повернутися в Україну протягом п'яти років з моменту отримання бакалаврського диплому та пропрацювати в Україні принаймні п'ять років.
Переможці відбору стають учасниками програми, що включає:
- ознайомлення студентів із західною системою освіти;
- допомога протягом усього циклу подання заявок;
- допомога при підготовці до SAT, SAT II, TOEFL та інших стандартизованих тестів;
- надання інформацію про можливості отримання фінансової допомоги та стипендії;
- оплата вартості складання тестів TOEFL, SAT, SAT II для окремих учнів;
- забезпечення підтримку та керівництво на кожному кроці процесу подання заявки;
- інтегрування учнів з мережею молодих українських лідерів, які вже навчаються за кордоном.[8]

Завдяки зусиллям програми українські учні зможуть вступити до кращих навчальних закладів світу і отримати фінансову допомогу, що покриває всі витрати учнів на час здобуття диплому бакалавра. Програма є надзвичайно конкурентною, адже кожного року відбір проходять лише 5-7% аплікантів.
Після вступу, організація продовжує підтримувати студентів, зокрема із пошуком літніх стажувань серед найбільших українських компаній, організацій, а також у державних органах. Окрім того, фіналісти програми за підтримки UGS заснували декілька стартапів та неприбуткових організацій, що об'єднані місією покращувати якість освіти в Україні.

## Подальша інформація
- www.facebook.com/ukraineglobalscholars
- www.linkedin.com/groups/Ukraine-Global-Scholars-8285949/about
- www.instagram.com/ukraineglobalscholars